# Équipe cycliste Li Ning Star
L'équipe cycliste Li Ning Star est une équipe cycliste chinoise, ayant le statut d'équipe continentale depuis 2020.

## Principales victoires
2022
- Champion de Chine sur route (Niu Yikui)
- Champion de Chine du contre-la-montre (Bai Lijun)
- 1re et 7e étapes du Tour du lac Qinghai (Niu Yikui)
- 4e étape du Tour du lac Qinghai (Shen Yutao)
- 3e du Tour du lac Qinghai (Shen Yutao)

2023
- Tour of Dianchi (Niu Yikui)
- 2e étape du Tour de Nujiang (Niu Yikui)
- 2e du championnat de Chine du contre-la-montre (Bai Lijun)

2024
- Champion de Roumanie du contre-la-montre (Cristian Raileanu)

## Classements UCI
L'équipe participe aux épreuves des circuits continentaux et en particulier de l'UCI Asia Tour. Les tableaux ci-dessous présentent les classements de l'équipe sur les différents circuits, ainsi que son meilleur coureur au classement individuel.
UCI Asia Tour
| UCI Asia Tour | UCI Asia Tour          | UCI Asia Tour                             | UCI Asia Tour |
| Année         | Classement par équipes | Meilleur coureur au classement individuel |               |
| ------------- | ---------------------- | ----------------------------------------- | ------------- |
| 2022          | 26e                    | Shen Yutao (112e)                         |               |
| 2023          | 21e                    | Bai Lijun (60e)                           |               |
|               |                        |                                           |               |
| Source : UCI  |                        |                                           |               |

L'équipe est également classée au Classement mondial UCI qui prend en compte toutes les épreuves UCI et concerne toutes les équipes UCI.
| Classement mondial | Classement mondial     | Classement mondial                        | Classement mondial |
| Année              | Classement par équipes | Meilleur coureur au classement individuel |                    |
| ------------------ | ---------------------- | ----------------------------------------- | ------------------ |
| 2022               | 160e                   | Shen Yutao (1429e)                        |                    |
| 2023               | 129e                   | Periklís Ilías (688e)                     |                    |
| 2024               | -                      | Cristian Raileanu (325e)                  |                    |
|                    |                        |                                           |                    |
| Source : UCI       |                        |                                           |                    |

## Li Ning Star en 2022
| Cycliste      | Date de naissance | Nationalité | Équipe 2021                                  |  |
| ------------- | ----------------- | ----------- | -------------------------------------------- |  |
| Bai Lijun     | 19 novembre 1988  | Chine       | Ningxia Sports Lottery Cycling Team          |  |
| Jia Weihui    | 17 février 1997   | Chine       | Kunbao Sport Continental Cycling Team (2020) |  |
| Jiang Zhi Hui | 3 mars 1994       | Chine       | Li Ning Star Cycling Team                    |  |
| Niu Yikui     | 2 août 1994       | Chine       | Li Ning Star Cycling Team                    |  |
| Shen Yutao    | 19 septembre 2000 | Chine       | Docs Cycling Team (2020)                     |  |
| Su Haoyu      | 26 octobre 2000   | Chine       | Li Ning Star Cycling Team                    |  |
| Sun Wentao    | 17 décembre 2000  | Chine       |                                              |  |
| Wang Xin      | 26 octobre 1992   | Chine       | Li Ning Star Cycling Team                    |  |
| Wei Yibo      | 14 juillet 2002   | Chine       | Shenzhen Xidesheng Cycling Team              |  |
| Yi Tegele     | 3 juillet 1998    | Chine       | Kunbao Sport Continental Cycling Team (2020) |  |
| Yu Ze         | 17 avril 2000     | Chine       | Shenzhen Xidesheng Cycling Team              |  |